# Ruta 12 (Uruguay)
La ruta 12 es una de las rutas nacionales de Uruguay. Atraviesa el sur del país en sentido oeste-este recorriendo los departamentos de Colonia, Flores, Soriano, Florida, Canelones, Lavalleja y Maldonado.
Por ley 15497 del 9 de diciembre de 1983 se designó a esta ruta con el nombre del ex dirigente del Partido Nacional Doctor Luis Alberto de Herrera.

## Recorrido
Su recorrido comienza en el kilómetro 0 ubicado en la Terminal Granelera (TGU) de la ciudad de Nueva Palmira al oeste del país y continúa hacia el este atravesando el norte del departamento de Colonia, sirviendo su trazado en varios tramos como límite entre ese departamento y el departamento de Soriano. Este primer trayecto finaliza en la localidad de Ismael Cortinas (km 138) donde empalma con la ruta 23, a partir de aquí la ruta está discontinuada hasta el siguiente tramo varios kilómetros al este.
El siguiente tramo se inicia en el departamento de Florida, en el km 91 de la ruta 5, 5 km al sur de la ciudad de Florida, de allí continúa su recorrido hasta la ruta 6 al norte de la localidad de San Ramón, desde esta ciudad y coincidiendo con la calle Aparicio Saravia, parte el siguiente tramo que se dirige hacia el este hasta la ciudad de Tala, donde lo hace ingresando por la calle Bonini.
A continuación arranca un nuevo trayecto desde la rotonda ubicada al norte de la ciudad de Tala donde empalma con la ruta 7 y desde allí se dirige al este con destino a la ciudad de Minas, donde empalma con la ruta 8 al oeste de dicha ciudad. La salida de la ciudad de Minas se realiza por la calle Roosevelt y se dirige hacia el sur, esta zona se caracteriza por tener una panorámica de las Sierras de Minas y Sierras del Carapé. Este tramo culmina en la ruta 9 en el km 127,500 pero unos metros más al oeste comienza el último trayecto que se dirige hacia el sur, bordeando la Laguna del Sauce, hasta la rotonda con la ruta Interbalnearia ubicada en Solanas en el departamento de Maldonado. Este es el punto final de esta carretera.

## Características
El trazado de esta carretera pertenece en su mayoría a la red secundaria de Uruguay, en tanto que solo un tramo entre la ciudad de Cardona e Ismael Cortinas pertenece al corredor internacional de Uruguay.
Estado y tipo de construcción de la carretera según el tramo:
| Tramo                   | Tipo de Red            | Tipo de Construcción         | Estado                        |
| ----------------------- | ---------------------- | ---------------------------- | ----------------------------- |
| Nueva Palmira-Ruta 55   | Nacional secundaria    | Carpeta asfáltica - Hormigón | Muy bueno                     |
| Ruta 55-Ruta 54         | Nacional secundaria    | Tratamiento bituminoso       | Bueno                         |
| Ruta 54-Cardona         | Nacional secundaria    | Carpeta asfáltica            | Muy bueno                     |
| Cardona-Ismael Cortinas | Corredor Internacional | Carpeta asfáltica            | Muy Bueno                     |
| Ruta 5-Ruta 6           | Nacional secundaria    | Tratamiento bituminoso       | Muy Bueno                     |
| San Ramón-Ruta 108      | Nacional secundaria    | Carpeta Asfáltica            | Bueno                         |
| Ruta 108-Minas          | Nacional secundaria    | Tratamiento bituminoso       | Bueno/Muy Bueno               |
| Minas-Sierra de Carapé  | Nacional secundaria    | Tratamiento bituminoso       | Bueno/Regular (en reparación) |
| Sierra de Carapé-Ruta 9 | Departamental          | Tratamiento bituminoso       | Bueno/Regular (en reparación) |
| Ruta 9-Ruta IB          | Nacional secundaria    | Tratamiento bituminoso       | Muy Bueno                     |